# Xã Thomas, Quận Ripley, Missouri
Xã Thomas (tiếng Anh: Thomas Township) là một xã thuộc quận Ripley, tiểu bang Missouri, Hoa Kỳ. Năm 2010, dân số của xã này là 871 người.